# هواتشوكا سيتي (أريزونا)
هواتشوكا سيتي (بالإنجليزية: Huachuca City, Arizona)‏ هي بلدة تقع في مقاطعة كوتشايز، أريزونا بولاية أريزونا في الولايات المتحدة. تأسست عام 1958، تبلغ مساحتها 7.3 (كم²)، وترتفع عن سطح البحر 1341 م، بلغ عدد سكانها 1964 نسمة في عام 2007 حسب إحصاء مكتب تعداد الولايات المتحدة وتصل الكثافة السكانية فيها 258.9 نسمة/كم2.

## التركيبة السكانية
حدّد مكتب تعداد الولايات المتحدة بيانات التركيبة السكانية لهواتشوكا سيتي في تعداد الولايات المتحدة. في ما يلي، التركيبة السكانية حسب تعدادي 2000 و2010.

### تعداد عام 2000
بلغ عدد سكان هواتشوكا سيتي 1,751 نسمة بحسب تعداد عام 2000، وبلغ عدد الأسر 713 أسرة وعدد العائلات 433 عائلة مقيمة في المدينة. في حين سجلت الكثافة السكانية 239.2 نسمة لكل كيلومتر مربع (619.5/ميل2). وبلغ عدد الوحدات السكنية 844 وحدة بمتوسط كثافة قدره 115.3 لكل كيلومتر مربع (298.6/ميل2).
وتوزع التركيب العرقي للمدينة بنسبة 75.39% من البيض و6.80% من الأمريكيين الأفارقة و2.68% من الأمريكيين الأصليين و1.48% من الأمريكيين ذوي الأصول الآسيوية و0.23% من سكان جزر المحيط الهادئ و8.17% من الأعراق الأخرى و5.25% من عرقين مختلطين أو أكثر و16.28% من الهسبانيون أو اللاتينيون من أي عرق.
بلغ عدد الأسر 713 أسرة كانت نسبة 35.1% منها لديها أطفال تحت سن الثامنة عشر تعيش معهم، وبلغت نسبة الأزواج القاطنين مع بعضهم البعض 44.3% من أصل المجموع الكلي للأسر، ونسبة 12.3% من الأسر كان لديها معيلات من الإناث دون وجود شريك، بينما كانت نسبة 4.1% من الأسر لديها معيلون من الذكور دون وجود شريكة وكانت نسبة 39.3% من غير العائلات. تألفت نسبة 32.8% من أصل جميع الأسر من عدة أفراد يعيشون في نفس المنزل ونسبة 11.5% كانت تتألف من شخص يعيش بمفرده يبلغ من العمر 65 عاماً أو أكثر. وبلغ متوسط حجم الأسرة المعيشية 2.43، أما متوسط حجم العائلات فبلغ 3.13.
بلغ العمر الوسطي للسكان 37.2 عاماً. وكانت نسبة 27.5% من القاطنين تحت سن الثامنة عشر، وكانت نسبة 8.8% بين الثامنة عشر والرابعة والعشرين عاماً، ونسبة 25.5% كانت واقعةً في الفئة العمرية ما بين الخامسة والعشرين والرابعة والأربعين عاماً، ونسبة 24.6% كانت ما بين الخامسة والأربعين والرابعة والستين، ونسبة 12.7% كانت ضمن فئة الخامسة والستين عاماً فما فوق. يوجد لكل 100 أنثى 92.0 ذكر، ويوجد لكل 100 أنثى في الثامنة عشر من عمرها فما فوق 89.6 ذكر.
بلغ متوسط دخل الأسرة في المدينة 26,311 دولارًا، أما متوسط دخل العائلة فبلغ 33,938 دولارًا. وكان متوسط دخل الذكور 26,685 دولارًا مقابل 20,179 دولارًا للإناث. وسجل دخل الفرد الخاص بالمدينة 14,378 دولارًا. وكانت نسبة 13.8% من العائلات ونسبة 19.3% من السكان تحت خط الفقر، وكان من هؤلاء نسبة 25.1% تحت سن الثامنة عشر ونسبة 14.7% في الخامسة والستين من العمر وما فوق.

### تعداد عام 2010
بلغ عدد سكان هواتشوكا سيتي 1,853 نسمة بحسب تعداد عام 2010، وبلغ عدد الأسر 782 أسرة وعدد العائلات 455 عائلة مقيمة في المدينة. في حين سجلت الكثافة السكانية 253.1 نسمة لكل كيلومتر مربع (655.5/ميل2). وبلغ عدد الوحدات السكنية 920 وحدة بمتوسط كثافة قدره 125.7 لكل كيلومتر مربع (325.6/ميل2).
وتوزع التركيب العرقي للمدينة بنسبة 77.12% من البيض و6.42% من الأمريكيين الأفارقة و1.40% من الأمريكيين الأصليين و2.05% من الأمريكيين ذوي الأصول الآسيوية و0.81% من سكان جزر المحيط الهادئ و6.80% من الأعراق الأخرى و5.40% من عرقين مختلطين أو أكثر و19.64% من الهسبانيون أو اللاتينيون من أي عرق.
بلغ عدد الأسر 782 أسرة كانت نسبة 32.1% منها لديها أطفال تحت سن الثامنة عشر تعيش معهم، وبلغت نسبة الأزواج القاطنين مع بعضهم البعض 38.2% من أصل المجموع الكلي للأسر، ونسبة 15.3% من الأسر كان لديها معيلات من الإناث دون وجود شريك، بينما كانت نسبة 4.6% من الأسر لديها معيلون من الذكور دون وجود شريكة وكانت نسبة 41.8% من غير العائلات. تألفت نسبة 37.3% من أصل جميع الأسر من عدة أفراد يعيشون في نفس المنزل ونسبة 11.5% كانت تتألف من شخص يعيش بمفرده يبلغ من العمر 65 عاماً أو أكثر. وبلغ متوسط حجم الأسرة المعيشية 2.37، أما متوسط حجم العائلات فبلغ 3.09.
بلغ العمر الوسطي للسكان 35.3 عاماً. وكانت نسبة 26.9% من القاطنين تحت سن الثامنة عشر، وكانت نسبة 9% بين الثامنة عشر والرابعة والعشرين عاماً، ونسبة 24.9% كانت واقعةً في الفئة العمرية ما بين الخامسة والعشرين والرابعة والأربعين عاماً، ونسبة 26.3% كانت ما بين الخامسة والأربعين والرابعة والستين، ونسبة 12.8% كانت ضمن فئة الخامسة والستين عاماً فما فوق. وتوزع التركيب الجنسي للسكان بنسبة 48.8% ذكور و51.2% إناث.

## وصلات خارجية
- http://www.huachucacityaz.gov/
- The US50 - Cities and Towns in Arizona State
- Arizona Cities and Towns, Facts, Map, Flag, Colleges, Government, and More